# A South Bronx Story
A South Bronx Story es un álbum recopilatorio de la banda estadounidense de funk rock ESG. Antes del lanzamiento de A South Bronx Story, el catálogo de la banda había sido casi imposible de encontrar.

## Recepción de la crítica
En Metacritic, el álbum obtuvo un puntaje promedio de 84 sobre 100, basado en 5 críticas, lo cual indica “aclamación universal”. The Village Voice escribió que el “sonido de tambores y cánticos del grupo se parecía tanto a una tribu india de Mardi Gras o a un conjunto de percusión yoruba como al funk simplificado en el que Prince y Cameo eran pioneros”. El sitio web NME le dio una calificación de 4 estrellas sobre 5 y escribió: “En esta compilación, incluso las canciones posteriores, como la desafiante «Erase You», están llenas de un espíritu adolescente atemporal que se niega a envejecer, incluso cuando sus dueños crecen”.
Andy Kellman, escribiendo para AllMusic, comentó: “Definitivamente un tesoro que debe buscarse, A South Bronx Story es esencial para cualquier cabeza de hip-hop, conocedor del post-punk, fanático del dance o fanático de Luscious Jackson”.

## Lista de canciones
Todas las canciones escritas y compuestas por ESG. 
| Lista de canciones de A South Bronx Story |                               |          |  |
| N.º                                       | Título                        | Duración |  |
| 1.                                        | «You're No Good»              | 3:12     |  |
| 2.                                        | «Moody»                       | 2:48     |  |
| 3.                                        | «UFO»                         | 2:56     |  |
| 4.                                        | «It's Alright»                | 2:39     |  |
| 5.                                        | «Moody (Spaced Out)»          | 4:18     |  |
| 6.                                        | «Tiny Sticks»                 | 3:03     |  |
| 7.                                        | «My Love For You»             | 2:55     |  |
| 8.                                        | «Come Away»                   | 3:14     |  |
| 9.                                        | «Dance»                       | 4:32     |  |
| 10.                                       | «Parking Lot Blues»           | 2:54     |  |
| 11.                                       | «Chistelle»                   | 1:54     |  |
| 12.                                       | «About You»                   | 2:05     |  |
| 13.                                       | «Erase You»                   | 4:08     |  |
| 14.                                       | «Get Funky»                   | 2:35     |  |
| 15.                                       | «Hold Me Right»               | 2:56     |  |
| 16.                                       | «I Can't Tell You What To Do» | 4:06     |  |

## Créditos
Créditos adaptados desde las notas del álbum.
ESG
- Deborah Scroggins – bajo eléctrico, coros
- Renee Scroggins – voz principal, guitarra
- Valerie Scroggins – batería, coros
- Marie Scroggins – congas, coros
- Tito Libran – congas

Personal técnico
- Martin Hannett – productor (1–3)
- Ed Bahlman – productor (4–12)
- Renee Scroggins – productor (13–16)
- Duncan Cowell – masterización
- Pete Reilly – masterización